# Mauro Sant'Anna
Mauro Sant'Anna de Oliveira (São Gonçalo, 22 de agosto de 1978) é um jornalista, locutor esportivo e escritor brasileiro.

## Biografia
A primeira experiência como locutor aconteceu na rádio comunitária que funcionava no Colégio Estadual Brigadeiro Castrioto, em Niterói, onde concluiu o ensino médio em 1995. Após concluir graduação em desenho industrial pela Universidade do Estado do Rio de Janeiro e escrever o livro 'A linguagem vernacular do futebol', em 2002, ingressou no curso de locução esportiva do narrador Edson Mauro, tendo sido posteriormente indicado para estágio na Rádio Globo. Passou pela Rádio Roquette Pinto, Rádio Bandeirantes e Rádio Tupi, além de atuar como editor de conteúdo para o portal Superesportes, dos Diários Associados, antes de fazer parte do projeto da Bradesco Esportes FM. Em cadeia com BandNews FM e Rádio Bandeirantes, narrou jogos pela Copa do Mundo de 2014 e Jogos Olímpicos de 2016, sendo promovido a chefe de reportagem após o evento.
Também publicou a crônica 'Fla 117 anos', sobre o aniversário do Clube de Regatas do Flamengo e que já ultrapassou quatro milhões de visualizações. Estudou comunicação social na Universidade Federal Fluminense.